# Liste der Mitglieder des Landtags von Waldeck-Pyrmont 1856–1859
Diese Liste nennt die Liste der Mitglieder des Landtags von Waldeck-Pyrmont 1856–1859.
1852 verabschiedete Fürst Georg Victor die Verfassungsurkunde für die Fürstentümer Waldeck und Pyrmont. Damit wurde ein neues Wahlrecht bestimmt und 1856 der dritte Landtag nach diesem Wahlrecht gewählt. Gewählt wurden 15 Abgeordnete in indirekter Wahl in Mehrpersonenwahlkreisen. Diese Wahlkreise entsprachen den vier Landkreisen, wobei je Kreis vier Abgeordnete gewählt wurden. Ausnahme war Pyrmont, wo drei Abgeordnete gewählt wurden. Rechtsgrundlage der Wahl war das Wahlgesetz vom 17. August 1852 (Wald. Reg. Bl., S. 163) in der Fassung vom 2. August 1856 (Wald. Reg. Bl., S. 75).

## Liste der Abgeordneten
Die so bestimmten Abgeordneten waren:
| Wahlbezirk           | Abgeordneter                         | Anmerkungen          |
| -------------------- | ------------------------------------ | -------------------- |
| Kreis der Twiste     | Wolrad Schumacher                    | Präsident            |
| Kreis der Twiste     | Wilhelm Waldeck                      | Bis 28. Oktober 1856 |
| Kreis der Twiste     | Wilhelm Heinrich Bernhard Karl Grebe | Ab 28. Oktober 1856  |
| Kreis der Twiste     | Wilhelm Engelhard                    |                      |
| Kreis der Twiste     | Christian Pröpper                    |                      |
| Kreis des Eisenbergs | Wilhelm Schleicher                   |                      |
| Kreis des Eisenbergs | Johannes Friedrich Emde              |                      |
| Kreis des Eisenbergs | Heinrich Langenbeck                  | Bis 28. März 1857    |
| Kreis des Eisenbergs | Christian Friedrich Biederbick       |                      |
| Kreis des Eisenbergs | Ludwig Severin                       | Ab 28. Oktober 1857  |
| Kreis der Eder       | Philipp Wagener                      |                      |
| Kreis der Eder       | Wilhelm Schumann                     |                      |
| Kreis der Eder       | August Wirths                        |                      |
| Kreis der Eder       | Karl Koch                            |                      |
| Kreis Pyrmont        | Friedrich Hastenpflug                |                      |
| Kreis Pyrmont        | Adolph Windel                        |                      |
| Kreis Pyrmont        | Heinrich von der Heide               |                      |